# Amoeiro

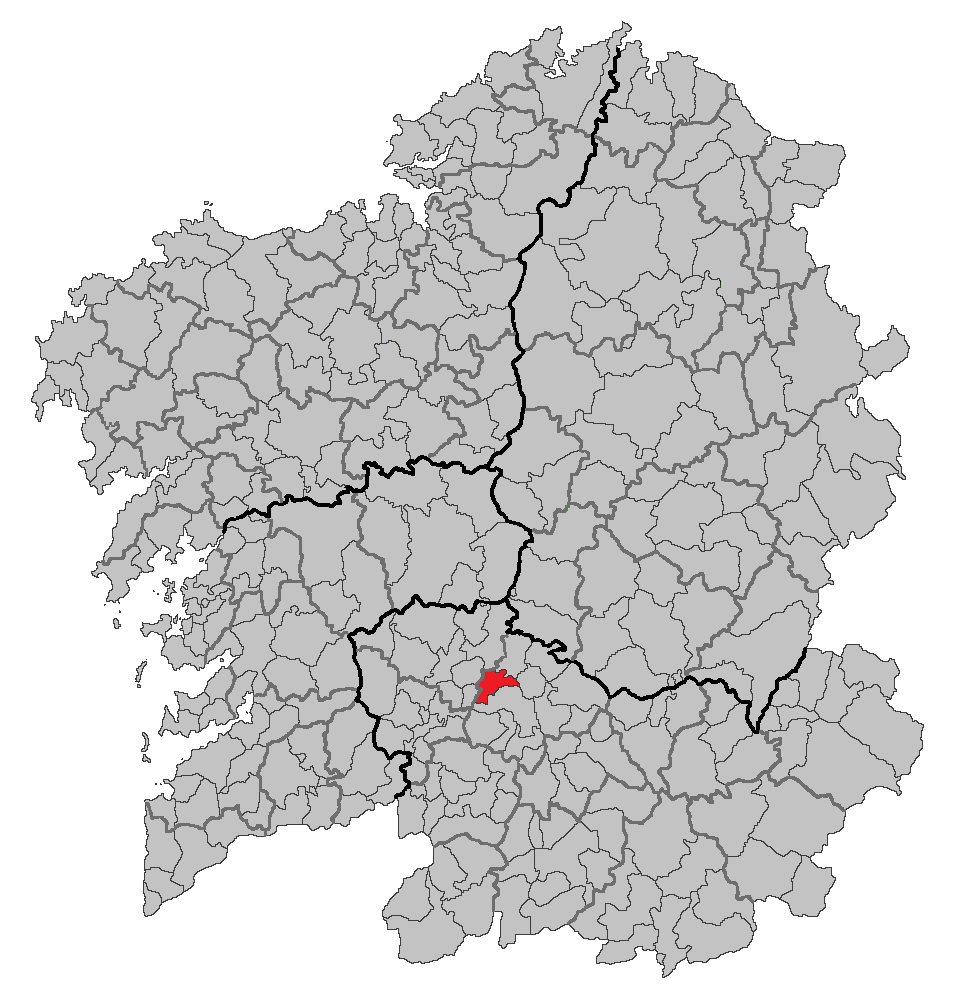
Localisation de Amoeiro en Galice.

Amoeiro est une commune de la province d'Ourense en Galice (Espagne) appartenant à la comarque d'Ourense. La population recensée en 2004 est de 2 322 habitants.

## Paroisses de la commune
Abruciños (San Xoán), Amoeiro (Santa María), Bóveda de Amoeiro (San Paio), Cornoces (San Martiño), Fontefría (Santa Mariña), Parada de Amoeiro (Santiago), Rouzós (San Cibrao), Trasalba (San Pedro).

## Sources
- (es) Carlos Pereira Martínez, « Panorámica de la orden del Temple en la corona de Galicia-Castilla-León », Criterios, Fundación IEPS, no 6,‎ 2006 (lire en ligne)